# Pterodichopetala
Pterodichopetala is een geslacht van rechtvleugeligen uit de familie sabelsprinkhanen (Tettigoniidae). De wetenschappelijke naam van dit geslacht is voor het eerst geldig gepubliceerd in 2010 door Buzzetti, Barrientos Lozano & Rocha-Sánchez.

## Soorten
Het geslacht Pterodichopetala  is monotypisch en omvat slechts de volgende soort:
- Pterodichopetala cieloi (Buzzetti, Barrientos Lozano & Rocha-Sánchez, 2010)